# مهرجان عنابة للفلم المتوسطي 2018
مهرجان عنابة للفيلم المتوسطي 2018 وهو الطبعة الثالثة لمهرجان عنابة المتوسطي والدي نظم من 21 -27 مارس حيث حضر 17 بلد ممثلين بـ 60 فيلم  يتطرقون للعديد من القضايا الإجتماعية مثل ظاهرة الهجرة الغير الشرعية والمخدرات والبطالة وتنافست على جائزة العناب الدهبي  وكان عرض في حفل الإفتتاح فيلم في سوريا 

## جوائز

### الفيلم الروائي الطويل
|    | الجائزة        | الفيلم         | المخرج/ممثل      | البلد   |
| -- | -------------- | -------------- | ---------------- | ------- |
| 01 | الجائزة الكبرى | إلى آخر الزمن  | ياسمين شويخ      | الجزائر |
| 02 | أحسن ممثل      | الشيخ جاكسون   | أحمد الفيشاوي    | مصر     |
| 03 | أحسن ممثلة     | إلى آخر الزمن  | زينب عراس        | الجزائر |
| 04 | أحسن إخراج     | في كامبريا     | جوناس كامبينيانو | إيطاليا |
| 05 | جائزة الجمهور  | إصطياد الأشباح | رائد إندوني      | فلسطين  |

### الفيلم الروائي القصير
|    | الجائزة        | الفيلم          | المخرج          | البلد   |
| -- | -------------- | --------------- | --------------- | ------- |
| 01 | الجائزة الكبرى | ما أحلى أن نعيش | إسكندر رامي     | الجزائر |
| 02 | الفضية         | دهنيز           | محمد بوعبد الله | الجزائر |
| 03 | تنويه          | بين الغرف       | مروان بودياب    | الجزائر |

### الفيلم الوثائقي
|    | الجائزة        | الفيلم                      | المخرج                    | البلد                 |
| -- | -------------- | --------------------------- | ------------------------- | --------------------- |
| 01 | الجائزة الكبرى | المربع 35                   | إيريك كارفاكا             | فرنسا                 |
| 02 | تنويه          | 1. رجال وكباش 2. إهتم بحالك | 1. كريم صياد 2. محمد لخضر | 1. الجزائر 2. الجزائر |

## وصلة خارجية
- مهرجان عنابة للفيلم المتوسطي